# Stazione di Ballymoney
La stazione di Ballymoney ( in inglese britannico Ballymoney railway station) è una stazione ferroviaria che fornisce servizio a Ballymoney e dintorni, contea di Antrim, Irlanda del Nord. Attualmente l'unica linea che vi passa è la Belfast-Derry. La stazione fu aperta il 4 dicembre 1855 e chiusa al traffico di merci il 4 gennaio 1965. La sua ristrutturazione fu completata nel maggio del 1990.

## Treni
Dal settembre 2009, da lunedì a sabato c'è un treno ogni due ore, per direzione, verso o la stazione di Belfast Great Victoria Street o quella di Londonderry, con servizi aggiuntivi durante le ore di punta. Ci sono cinque treni giornalieri per direzione durante la domenica. Tutti i servizi sono forniti dall'operatore ferroviario nordirlandese, la Northern Ireland Railways.

## Servizi ferroviari
- Belfast-Derry

## Servizi
- Biglietteria self-service
- Capolinea autolinee extraurbane
- Sottopassaggio
- Servizi igienici